# Shao Ning
Shao Ning (chinesisch 邵寧 / 邵宁, Pinyin Shào Níng; * 17. Februar 1982 in Shandong) ist ein chinesischer Judoka.
Shao Ning nahm an den Olympischen Spielen 2008 in Peking im Halbschwergewicht (90–100 kg) teil und erreichte dabei den 21. Platz. Zuvor erreichte er beim Judo Weltcup in Birmingham 2007 den 5. Platz im Halbschwergewicht.